# Scott Gault
Scott Gault (ur. 31 stycznia 1983 w Berkeley) – amerykański wioślarz, brązowy medalista olimpijski.

## Osiągnięcia
- Mistrzostwa świata – Eton 2006 – czwórka ze sternikiem - 4. miejsce
- Igrzyska olimpijskie – Pekin 2008 – czwórka podwójna – 5. miejsce
- Igrzyska olimpijskie – Londyn 2012 – czwórka bez sternika – 3. miejsce